# Philoscia australis
Philoscia australis är en kräftdjursart som beskrevs av Richardson Searle 1914. Philoscia australis ingår i släktet Philoscia och familjen Philosciidae. Inga underarter finns listade i Catalogue of Life.